# Guru (opéra)
Pour les articles homonymes, voir Guru.
Guru est un opéra du compositeur français Laurent Petitgirard sur un livret de Xavier Maurel, créé en 2018 en Pologne. L'histoire raconte le suicide collectif d'une secte isolée sur une île et dirigée par un certain Guru.

## Historique
L'idée d'un opéra qui se déroule dans une secte s'élabore dans l'esprit du compositeur depuis 2002. Commande du Ministère de la culture et de la communication, Guru est le deuxième opéra composé par Laurent Petitgirard. Ce dernier écrit la partition entre 2006 et 2009. L'opéra est enregistré en disque pour la première fois en octobre 2010 à Budapest sous la direction du compositeur et paraît en 2011 chez Naxos.
Bien qu'annoncé plusieurs fois, l'opéra peine à se faire représenter sur scène. Il est prévu une première fois pour février 2010 lors de la saison de l'Opéra de Nice mais la production est finalement annulée. Il est annoncé une deuxième fois à Nice par le nouveau directeur de l'établissement Philippe Auguin mais est une nouvelle fois sabordé. Une version en concert est envisagée en 2014 au Théâtre du Châtelet mais n'est finalement pas non plus programmée. L'opéra commence à intéresser la Pologne, qui débute un processus de création à l'Opéra du Château de Szczecin, mais qui est encore une fois retardée par l'effondrement d'une partie du bâtiment.
Guru fait finalement l'objet d'une création mondiale le 28 septembre 2018 au l'Opéra du Château de Szczecin en Pologne, sous la direction de Laurent Petitgirard et mis en scène par Damian Cruden (en), directeur du Théâtre Royal de York. L'opéra y est programmé pour six représentations.
Une nouvelle production de "Guru", dans une mise en scène de Muriel Mayette-Holtz, sera présentée du 20 au 24 février 2024 dans le cadre d'une coproduction entre l'Opéra de Nice et le Théâtre National de Nice.
Elle se tiendra dans la Salle de la Cuisine du Théâtre National de Nice. L'Orchestre Philharmonique de l'Opéra de Nice sera dirigé par le compositeur.
Armando Noguera succède à Hubert Claessens dans le rôle titre, Anaïs Constans, Nika Guliashvili, Marie-Ange Todorovitch et la comédienne Sonia Petrovna (créatrice du rôle)complètent la distribution.
Il existe un arrangement en suite tiré de l'opéra, de trente minutes, intitulée Guru et Marie créée le 15 novembre 2014 à Neubrandenburg en Allemagne. Elle est reprise à Paris le 24 mars 2016 au Théâtre des Champs-Élysées, en octobre 2017 en Pologne puis en mars 2018 à Jérusalem.

## Description
Guru est un opéra en trois actes d'une durée d'environ deux heures. L'histoire s'inspire notamment du drame de la secte à Jonestown, en 1978, qui provoqua un suicide de masse où plus de 900 personnes périrent, et de Jim Jones, son gourou.

### Rôles
| Rôle                         | Voix        | Créateur         |
| ---------------------------- | ----------- | ---------------- |
| Guru                         | baryton     | Hubert Claessens |
| Marie                        | -           | Sonia Petrovna   |
| Victor, l'assistant de Guru  | ténor       | Paul Gaugler     |
| Iris, la femme de Guru       | soprano     | Bozena Bujnicka  |
| Carelli, « le scientifique » | basse       | Guillaume Dussau |
| Marthe, la mère de Guru      | alto        | Gosha Kowalinska |
| Les adeptes                  | Chœur mixte | Chœur mixte      |

### Résumé
Guru, gourou d'une secte vivant recluse sur une île, s'est entouré de Marthe, sa mère et d'Iris, avec qui il a eu un enfant. Les adeptes vivent sous l'influence totale du gourou, jusqu'à ne se nourrir que d'une préparation à base d'eau de mer, censée les transcender. Marie, nouvelle adepte arrivée sur l'île, annonce vouloir détruire la secte et Guru. Ce dernier, pris dans son propre délire et croyant désormais en ses pouvoirs fantasmés, voit son arrivée comme un défi à relever. Quand son enfant meurt et que le doute s'empare des adeptes, il décide que le « grand voyage » qu'il a tant annoncé, se tiendra le lendemain, et consiste en réalité en un suicide collectif. Les événements qui arriveront lors de cette journée fera se confronter le gourou et ses adeptes, à celui qui arrivera à s'en sortir vivant à la fin.

### Instrumentation
| Instrumentation de Guru                                                  |
| Cordes                                                                   |
| cordes (14-12-10-8-6), 1 harpe                                           |
| Bois                                                                     |
| 3 flûtes (1 piccolo), 2 hautbois, 1 cor anglais 3 clarinettes, 3 bassons |
| Cuivres                                                                  |
| 4 cors, 3 trompettes, 3 trombones, 1 tuba                                |
| Claviers                                                                 |
| 1 célesta                                                                |
| Percussions                                                              |
| 1 timbalier, 3 percussionnistes,                                         |
| Chant                                                                    |
| un chœur mixte                                                           |

## Analyse

### Style
Le personnage de Marie, seule défiante de l'autorité de Guru, n'est pas un rôle chanté mais déclamé comme au théâtre, bien que selon un rythme particulier, qui fait dire au compositeur que la connaissance de la musique est indispensable pour le jouer. Lors de l'enregistrement de 2010, le rôle est assuré par Sonia Petrovna, la femme du compositeur.